# نانی لوی
نانی لوی (به ایتالیایی: Nanni Loy) (زاده ۲۳ اکتبر ۱۹۲۵ - درگذشته ۲۱ اوت ۱۹۹۵) کارگردان ایتالیائی تئاتر، تلویزیون و سینما بود.

## فیلم‌شناسی
- کافه اکسپرس
- شب بخیر، آقایان و خانم‌ها
- سه ببر در برابر سه ببر

## زندگی‌نامه
مارکووالدو بر پایه داستانی از ایتالو کالوینو نخستین کار تلویزیونی وی بود. 